# Købelev Kirke

Købelev Kirke ligger i Købelev ved Nakskov. Ifølge oplysninger fra 1700-tallet var kirken i katolsk tid viet til Sankt Nikolaus.

## Eksterne kilder og henvisninger
- Wikimedia Commons har flere filer relateret til Købelev Kirke
- Købelev Kirke hos danmarkskirker.natmus.dk (Danmarks Kirker, Nationalmuseet)
- Købelev Kirke hos KortTilKirken.dk